# Castello di Arechi
Het Castello di Arechi (vanaf 8e eeuw) of Kasteel van Arechis II is het middeleeuws kasteel van Salerno, gelegen aan de Amalfikust in de Italiaanse regio Campanië.

## Naam
Het kasteel is vernoemd naar de belangrijkste bouwheer, Arechis II, hertog van Benevento in de 8e eeuw en prins van Longobardische adel.

## Historiek
Reeds in de periode van het Romeinse Rijk beschreven Strabo en Titus Livius een kamp op de heuvels boven Salerno. Na de val van het West-Romeinse Rijk bestond er een meer permanente vesting. De vesting in Salerno speelde een rol in de Gotische Oorlog (535-554), waarbij Ostrogoten vochten tegen de Byzantijnen onder leiding van generaal Narses.
Het kasteel werd gebouwd en regelmatig versterkt van de 8e eeuw tot de 11e eeuw. Prins Arechis II van Benevento was de belangrijkste bouwheer. De reden was dat hij de hoofdstad van het hertogdom Benevento verplaatste van Benevento naar Salerno. Driehonderd meter boven de zeespiegel verrees een vesting op de berg Bonadies (of Goeiedag). Door uitbreiding omsloot de middeleeuwse vesting meerdere heuvels boven Salerno; zo staat er ten het noordoosten van het kasteel de Bastiglia, een monumentale uitkijktoren. Bovendien liepen er links en rechts van het kasteel stadsmuren naar beneden. Deze omsloten aan de kustlijn de stad Salerno. Dit gaf Salerno een driehoekig uitzicht vanuit de zee gezien, met op de top het kasteel van Arechis.
In 1077 droeg de laatste Longobardische hertog, Gisulfo II, vorst van Salerno, het kasteel over aan de Normandiërs. Het kasteel van Salerno werd een uitvalsbasis voor hun cavalerie die noordwaarts trok. Na de Normandiërs werd het kasteel van Salerno een burcht van de nieuwe heersers, de Aragonezen. Het kasteel nam in het koninkrijk Napels een belangrijke plaats in in de Aragonese defensie.
In latere tijden verloor het kasteel van Salerno zijn strategisch belang. In de 19e eeuw verlieten de laatste soldaten de burcht. 